# لیتل‌فیلد (آریزونا)
لیتل‌فیلد (به انگلیسی: Littlefield) یک منطقهٔ مسکونی در ایالات متحده آمریکا است که در شهرستان موهاوی، آریزونا واقع شده‌است. لیتل‌فیلد ۳۰٫۹۹ کیلومتر مربع مساحت و ۵٬۴۷۶ نفر جمعیت دارد و ۵۶۵ متر بالاتر از سطح دریا واقع شده‌است.